# Haworthia
Haworthia ist eine Pflanzengattung aus der Unterfamilie der Affodillgewächse (Asphodeloideae). Der botanische Name der Gattung ehrt den Botaniker und Zoologen Adrian Hardy Haworth. Die meisten Arten sind in Südafrika heimisch.

## Beschreibung

### Vegetative Merkmale
Die Arten der Gattung Haworthia sind kleinbleibende ausdauernde sukkulente Pflanzen. Einige Arten sprossen durch die Bildung von Stolonen, die meisten verzweigen von der Basis aus und bilden so dichte Gruppen. Wenige Arten wachsen einzeln. Ihre Wurzeln sind faserig bis sukkulent und manchmal spindelförmig.
Die in der Regel dicht rosettig an der Sprossachse angeordneten Laubblätter, nur bei Haworthia truncata sind sie zweizeilig, sind sitzend oder befinden sich an kurzen Stämmen. Die flachen bis kugelförmigen oder verlängerten Rosetten erreichen Durchmesser von 2 bis 15 Zentimeter. Die Blätter sind aufrecht, ausgebreitet bis zurückgebogen, gelegentlich stark zurückgebildet. Ihre Blattspreite dreieckig-lanzettlich bis linealisch und meistens fest. Sie vertrocknet häufig von der Spitze her und wird dann papierartig. Die sehr blass grüne, blaugrün bis dunkel (schwärzlich) grüne Epidermis ist oft warzig, verschiedenartig gemustert, kahl und nur selten filzig. Häufig gibt es durchscheinende Fenster und netzförmige Aderungen. Die Blattoberseite flach oder rinnig bis konvex, die 
Unterseite konvex und oft zur Spitze hin gekielt. Die Blattränder sind ganzrandig, gezähnelt, bewimpert, mit borstenartigen Dornen besetzt oder warzig. Die manchmal stumpfe oder gestutzte Blattspitze ist meist spitz oder zugespitzt und besitzt manchmal ein aufgesetztes Spitzchen.

### Blütenstände und Blüten

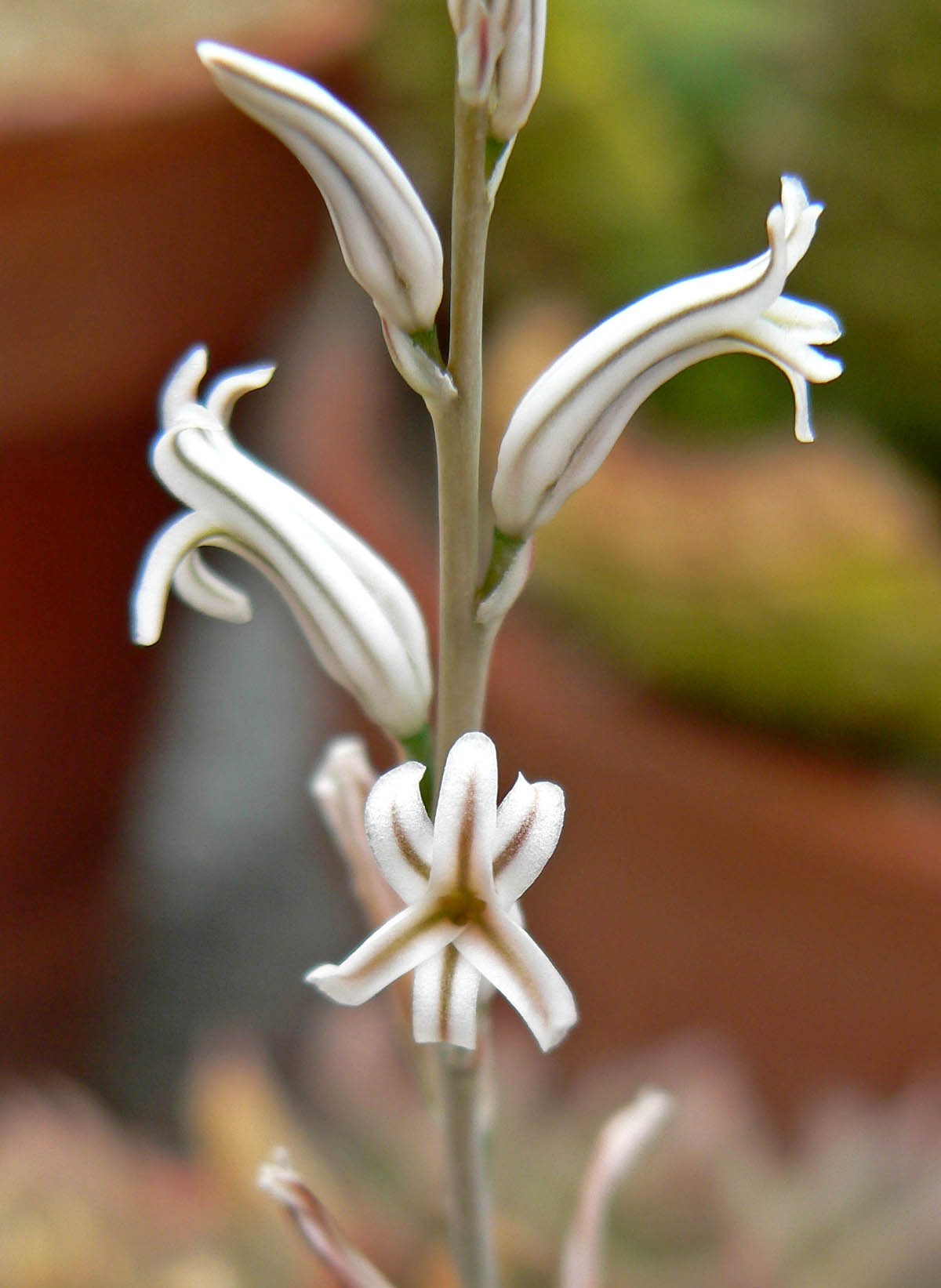
Ausschnitt eines Blütenstandes von Haworthia cymbiformis.

Der aufrechte, einfache oder verzweigte, feste bis drahtige Blütenstand erscheint aus der Mitte der Blattrosette und trägt 1 bis 5 Rispen mit kleinen Brakteen. Der Blütenstandsstiel ist bräunlich grün und häufig puderig überhaucht. Die Blüten sind klein, zygomorph, zweilippig und etwa 15 Millimeter lang. Es sind 5 bis 50 Blüten pro Blütenstand vorhanden. Die Blütenröhre ist gebogen oder gerade und zur Basis hin leicht geschwollen. Die 6 weißen bis rosafarbenen Tepalen weisen oft einen grünen oder bräunlichen Mittelstreifen auf. Ihre Spitzen sind ausgebreitet bis zurückgebogen, in der Mitte sind sie  grün, bräunlich oder gelegentlich gelb gefärbt. Die 6 Staubfäden ragen nicht aus der Blütenröhre heraus. Der längliche bis länglich eiförmig Fruchtknoten ist dreifächrig und sechsrinnig, der Griffel priemlich und die Narbe apikal, winzig dreilappig oder rund.

### Früchte und Samen
Die Früchte sind aufrechte, länglich eiförmige, holzige Kapselfrüchte, die der Länge nach aufreißen. Sie enthalten schwarze bis graue, unregelmäßig kantige oder fast flache Samen.

### Genetik
Die Basischromosomenzahl der Gattung ist {\displaystyle x=7}. Der Chromosomensatz besteht wie bei den Gattungen Aloe, Gasteria und Poellnitzia aus vier großen und drei kleinen Chromosomen.

## Verbreitung
Die Gattung Haworthia ist im Süden Namibias und in Südafrika zwischen dem 25. und 34. südlichen Breitengrad und dem 16. und 32. Längengrad verbreitet. Das Gebiet mit der größten Artenvielfalt befindet sich in den südafrikanischen Provinzen Ostkap und Westkap in der Succulent Karoo (Sukkulentenkaroo) und der Nama-Karoo. Die Pflanzen wachsen meist an felsigen Stellen im Schatten von Gräsern oder Sträuchern.

## Systematik

### Äußere Systematik

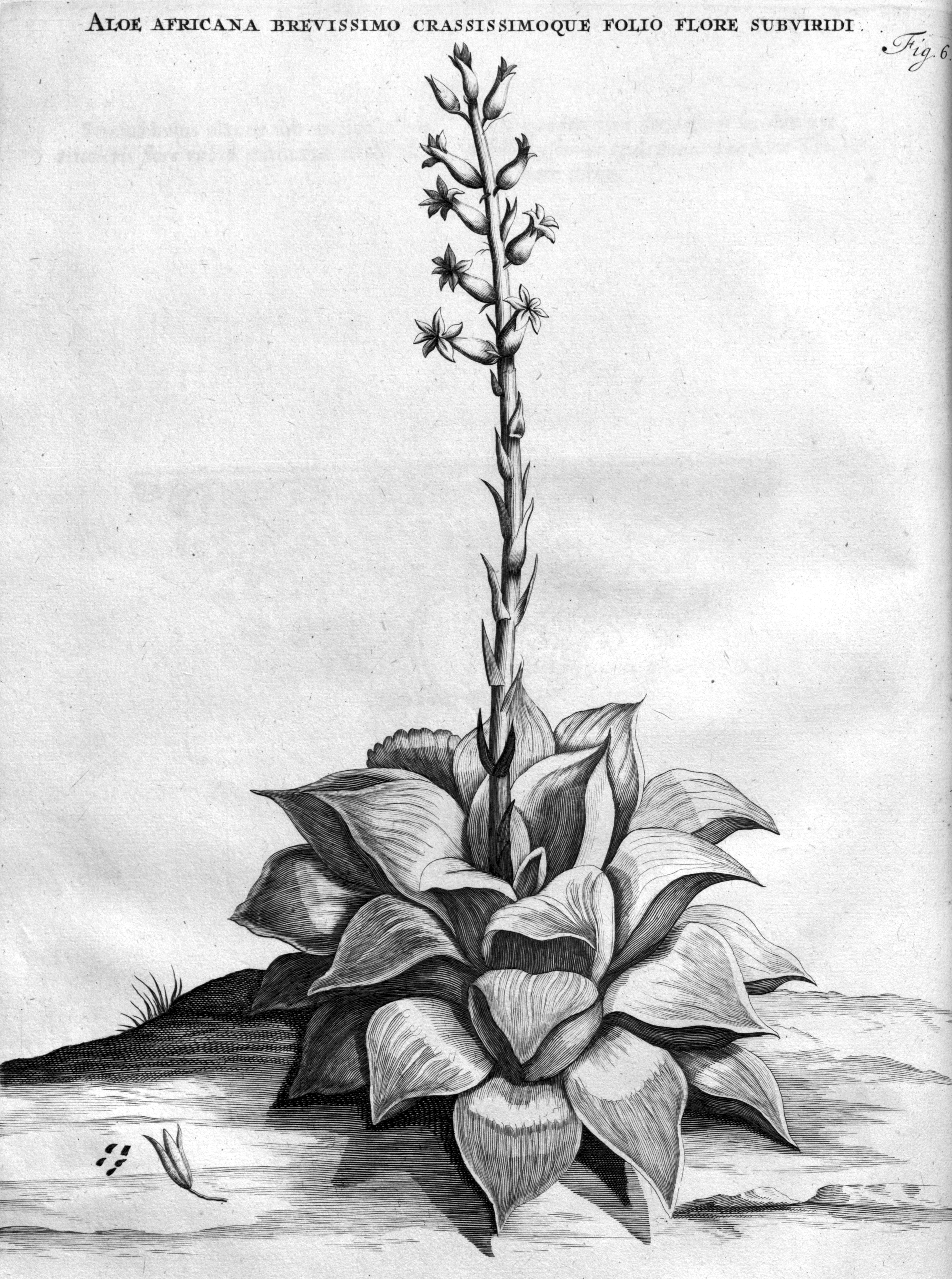
Haworthia retusa auf einer Zeichnung von 1701

Haworthia gehört innerhalb der Unterfamilie der Affodillgewächse in die monophyletische Gruppe der Alooideae (bis 2009 eine Unterfamilie der Asphodelaceae).

### Innere Systematik
Die Erstbeschreibung der Gattung Haworthia durch Henri Auguste Duval wurde 1809 veröffentlicht. Anhand von Blütenmerkmalen wird sie in drei Untergattungen gegliedert und umfasst folgende Arten:
Untergattung Haworthia
- Haworthia angustifolia Haw.
  - Haworthia angustifolia var. altissima M.B.Bayer
  - Haworthia angustifolia var. angustifolia
  - Haworthia angustifolia var. baylissii (C.L.Scott) M.B.Bayer
  - Haworthia angustifolia var. paucifolia G.G.Sm.
- Haworthia arachnoidea (L.) Duval
  - Haworthia arachnoidea var. arachnoidea
  - Haworthia arachnoidea var. aranea (A.Berger) M.B.Bayer
  - Haworthia arachnoidea var. namaquensis M.B.Bayer
  - Haworthia arachnoidea var. nigricans (Haw.) M.B.Bayer
  - Haworthia arachnoidea var. scabrispina M.B.Bayer
  - Haworthia arachnoidea var. setata (Haw.) M.B.Bayer
- Haworthia aristata Haw.
- Haworthia bayeri J.D.Venter & S.A.Hammer
- Haworthia blackburniae W.F.Barker
  - Haworthia blackburniae var. blackburniae
  - Haworthia blackburniae var. derustensis M.B.Bayer
  - Haworthia blackburniae var. graminifolia (G.G.Sm.) M.B.Bayer
- Haworthia bolusii Baker
  - Haworthia bolusii var. blackbeardiana (Poelln.) M.B.Bayer
  - Haworthia bolusii var. bolusii
  - Haworthia bolusii var. pringlei (C.L.Scott) M.B.Bayer
- Haworthia chloracantha Haw.
  - Haworthia chloracantha var. chloracantha
  - Haworthia chloracantha var. denticulifera (Poelln.) M.B.Bayer
  - Haworthia chloracantha var. subglauca Poelln.
- Haworthia cooperi Baker
  - Haworthia cooperi var. cooperi
  - Haworthia cooperi var. dielsiana (Poelln.) M.B.Bayer
  - Haworthia cooperi var. doldii M.B.Bayer
  - Haworthia cooperi var. gordoniana (Poelln.) M.B.Bayer
  - Haworthia cooperi var. gracilis (Poelln.) M.B.Bayer ≡ Haworthia gracilis Poelln.
  - Haworthia cooperi var. isabellae (Poelln.) M.B.Bayer
  - Haworthia cooperi var. leightonii (G.G.Sm.) M.B.Bayer
  - Haworthia cooperi var. picturata (M.B.Bayer) M.B.Bayer
  - Haworthia cooperi var. pilifera (Baker) M.B.Bayer
  - Haworthia cooperi var. tenera (Poelln.) M.B.Bayer
  - Haworthia cooperi var. truncata (H.Jacobsen) M.B.Bayer
  - Haworthia cooperi var. venusta (C.L.Scott) M.B.Bayer
  - Haworthia cooperi var. viridis (M.B.Bayer) M.B.Bayer
- Haworthia cymbiformis (Haw.) Duval
  - Haworthia cymbiformis var. cymbiformis
  - Haworthia cymbiformis var. incurvula (Poelln.) M.B.Bayer
  - Haworthia cymbiformis var. obtusa (Haw.) Baker
  - Haworthia cymbiformis var. ramosa (G.G.Sm.) M.B.Bayer
  - Haworthia cymbiformis var. setulifera (Poelln.) M.B.Bayer
- Haworthia decipiens Poelln.
  - Haworthia decipiens var. cyanea M.B.Bayer
  - Haworthia decipiens var. decipiens
  - Haworthia decipiens var. minor M.B.Bayer
  - Haworthia decipiens var. virella M.B.Bayer
  - Haworthia decipiens var. xiphiophylla (Baker) M.B.Bayer
- Haworthia emelyae Poelln.
  - Haworthia emelyae var. comptoniana (G.G.Sm.) J.D.Venter & S.A.Hammer
  - Haworthia emelyae var. emelyae
  - Haworthia emelyae var. major (G.G.Sm.) M.B.Bayer
  - Haworthia emelyae var. multifolia M.B.Bayer
- Haworthia floribunda Poelln.
  - Haworthia floribunda var. dentata M.B.Bayer
  - Haworthia floribunda var. floribunda
  - Haworthia floribunda var. major M.B.Bayer
- Haworthia grenieri Breuer
- Haworthia herbacea (Mill.) Stearn
  - Haworthia herbacea var. flaccida M.B.Bayer
  - Haworthia herbacea var. herbacea
  - Haworthia herbacea var. lupula M.B.Bayer
  - Haworthia herbacea var. paynei (Poelln.) M.B.Bayer
- Haworthia lockwoodii Archibald
- Haworthia maculata (Poelln.) M.B.Bayer
  - Haworthia maculata var. livida (M.B.Bayer) M.B.Bayer
  - Haworthia maculata var. maculata
- Haworthia marumiana Uitewaal
  - Haworthia marumiana var. archeri (W.F.Barker ex M.B.Bayer) M.B.Bayer
  - Haworthia marumiana var. batesiana (Uitewaal) M.B.Bayer
  - Haworthia marumiana var. dimorpha (M.B.Bayer) M.B.Bayer
  - Haworthia marumiana var. marumiana
  - Haworthia marumiana var. reddii (C.L.Scott) M.B.Bayer
  - Haworthia marumiana var. viridis M.B.Bayer
- Haworthia marxii Gildenh.
- Haworthia mirabilis (Haw.) Haw.
  - Haworthia mirabilis var. atrofusca (G.G.Sm.) M.B.Bayer
  - Haworthia mirabilis var. badia (Poelln.) M.B.Bayer
  - Haworthia mirabilis var. beukmannii (Poelln.) M.B.Bayer
  - Haworthia mirabilis var. consanguinea M.B.Bayer
  - Haworthia mirabilis var. heidelbergensis (G.G.Sm.) M.B.Bayer ≡ Haworthia heidelbergensis G.G.Sm.
  - Haworthia mirabilis var. magnifica (Poelln.) M.B.Bayer ≡ Haworthia magnifica Poelln.
  - Haworthia mirabilis var. maraisii (Poelln.) M.B.Bayer ≡ Haworthia maraisii Poelln.
  - Haworthia mirabilis var. meiringii (M.B.Bayer) M.B.Bayer
  - Haworthia mirabilis var. mirabilis
  - Haworthia mirabilis var. mundula (G.G.Sm.) M.B.Bayer
  - Haworthia mirabilis var. notabilis (Poelln.) M.B.Bayer
  - Haworthia mirabilis var. paradoxa (Poelln.) M.B.Bayer
  - Haworthia mirabilis var. scabra (M.B.Bayer) M.B.Bayer
  - Haworthia mirabilis var. splendens (S.A.Hammer & J.D.Venter) M.B.Bayer
  - Haworthia mirabilis var. sublineata (Poelln.) M.B.Bayer
  - Haworthia mirabilis var. toonensis (M.B.Bayer) M.B.Bayer
- Haworthia monticola Fourc.
  - Haworthia monticola var. asema M.B.Bayer
  - Haworthia monticola var. monticola
- Haworthia mucronata Haw.
  - Haworthia mucronata var. habdomadis (Poelln.) M.B.Bayer
  - Haworthia mucronata var. inconfluens (Poelln.) M.B.Bayer
  - Haworthia mucronata var. morrisiae (Poelln.) Poelln.
  - Haworthia mucronata var. mucronata
  - Haworthia mucronata var. rycroftiana (M.B.Bayer) M.B.Bayer
- Haworthia mutica Haw.
- Haworthia nortieri G.G.Sm.
  - Haworthia nortieri var. albispina (M.Hayashi) M.B.Bayer
  - Haworthia nortieri var. devriesii (Breuer) M.B.Bayer
  - Haworthia nortieri var. globosiflora (G.G.Sm.) M.B.Bayer
  - Haworthia nortieri var. nortieri
  - Haworthia nortieri var. pehlemanniae (C.L.Scott) M.B.Bayer
- Haworthia outeniquensis M.B.Bayer
- Haworthia parksiana Poelln.
- Haworthia pubescens M.B.Bayer
- Haworthia pulchella M.B.Bayer
  - Haworthia pulchella var. globifera M.B.Bayer
  - Haworthia pulchella var. pulchella
- Haworthia pygmaea Poelln.
  - Haworthia pygmaea var. acuminata (M.B.Bayer) M.B.Bayer
  - Haworthia pygmaea var. argenteomaculosa (G.G.Sm.) M.B.Bayer
  - Haworthia pygmaea var. dekenahii (G.G.Sm.) M.B.Bayer
  - Haworthia pygmaea var. fusca (Breuer) M.B.Bayer
  - Haworthia pygmaea var. pygmaea
  - Haworthia pygmaea var. vincentii (Breuer) M.B.Bayer
- Haworthia reticulata (Haw.) Haw.
  - Haworthia reticulata var. attenuata M.B.Bayer
  - Haworthia reticulata var. hurlingii (Poelln.) M.B.Bayer
  - Haworthia reticulata var. reticulata
  - Haworthia reticulata var. subregularis (Baker) Pilbeam
- Haworthia retusa (L.) Duval
  - Haworthia retusa var. longibracteata (G.G.Sm.) M.B.Bayer
  - Haworthia retusa var. nigra (M.B.Bayer) M.B.Bayer
  - Haworthia retusa var. retusa
  - Haworthia retusa var. suberecta (Poelln.) M.B.Bayer
  - Haworthia retusa var. turgida (Haw.) M.B.Bayer ≡ Haworthia turgida Haw.
- Haworthia rossouwii Poelln. = Haworthia serrata M.B.Bayer
  - Haworthia rossouwii var. calcarea (M.B.Bayer) M.B.Bayer
  - Haworthia rossouwii var. elizeae (Breuer) M.B.Bayer
  - Haworthia rossouwii var. minor (M.B.Bayer) M.B.Bayer
  - Haworthia rossouwii var. petrophila (M.B.Bayer) M.B.Bayer
  - Haworthia rossouwii var. rossouwii
- Haworthia semiviva (Poelln.) M.B.Bayer
- Haworthia springbokvlakensis C.L.Scott
- Haworthia transiens (Poelln.) M.Hayashi
- Haworthia truncata Schönland
  - Haworthia truncata var. maughanii (Poelln.) B.Fearn
  - Haworthia truncata var. truncata
- Haworthia variegata L.Bolus
  - Haworthia variegata var. hemicrypta M.B.Bayer
  - Haworthia variegata var. modesta M.B.Bayer
  - Haworthia variegata var. variegata
- Haworthia vlokii M.B.Bayer
- Haworthia wittebergensis W.F.Barker
- Haworthia woolleyi Poelln. ≡ Haworthiopsis woolleyi (Poelln.) G.D.Rowley
- Haworthia zantneriana Poelln.
  - Haworthia zantneriana var. minor M.B.Bayer
  - Haworthia zantneriana var. zantneriana

Untergattung Hexangulares Uitewaal ex M.B.Bayer
- Haworthia attenuata (Haw.) Haw. ≡ Haworthiopsis attenuata (Haw.) G.D.Rowley
  - Haworthia attenuata var. attenuata
  - Haworthia attenuata var. glabrata (Salm-Dyck) M.B.Bayer ≡ Haworthia glabrata (Salm-Dyck) Baker
  - Haworthia attenuata var. radula (Jacq.) M.B.Bayer
- Haworthia bruynsii M.B.Bayer ≡ Haworthiopsis bruynsii (M.B.Bayer) G.D.Rowley
- Haworthia coarctata Haw. ≡ Haworthiopsis coarctata (Haw.) G.D.Rowley
  - Haworthia coarctata f. greenii (Baker) M.B.Bayer
  - Haworthia coarctata var. adelaidensis (Poelln.) M.B.Bayer
  - Haworthia coarctata var. coarctata
  - Haworthia coarctata var. tenuis (G.G.Sm.) M.B.Bayer
- Haworthia fasciata (Willd.) Haw. ≡ Haworthiopsis fasciata (Willd.) G.D.Rowley
- Haworthia glauca Baker ≡ Haworthiopsis glauca (Baker) G.D.Rowley
  - Haworthia glauca var. glauca
  - Haworthia glauca var. herrei (Poelln.) M.B.Bayer
- Haworthia granulata Marloth ≡ Haworthiopsis granulata (Marloth) G.D.Rowley
- Haworthia koelmaniorum Oberm. & D.S.Hardy ≡ Haworthiopsis koelmaniorum (Oberm. & Hardy) Boatwr. & J.C.Manning
  - Haworthia koelmaniorum var. koelmaniorum
  - Haworthia koelmaniorum var. mcmurtryi (C.L.Scott) M.B.Bayer
- Haworthia limifolia Marloth ≡ Haworthiopsis limifolia (Marloth) G.D.Rowley
  - Haworthia limifolia var. arcana Gideon F.Sm. & N.R.Crouch
  - Haworthia limifolia var. gigantea M.B.Bayer
  - Haworthia limifolia var. glaucophylla M.B.Bayer
  - Haworthia limifolia var. limifolia
  - Haworthia limifolia var. ubomboensis (I.Verd.) G.G.Sm.
- Haworthia longiana Poelln. ≡ Haworthiopsis longiana (Poelln.) G.D.Rowley
- Haworthia nigra (Haw.) Baker ≡ Haworthiopsis nigra (Haw.) G.D.Rowley
  - Haworthia nigra var. diversifolia (Triebner & Poelln.) Uitewaal
  - Haworthia nigra var. elongata (Poelln.) Uitewaal
  - Haworthia nigra var. nigra
- Haworthia pungens M.B.Bayer ≡ Haworthiopsis pungens (M.B.Bayer) Boatwr. & J.C.Manning
- Haworthia reinwardtii (Salm-Dyck) Haw. ≡ Haworthiopsis reinwardtii (Salm-Dyck) G.D.Rowley
  - Haworthia reinwardtii f. chalumnensis (G.G.Sm.) M.B.Bayer
  - Haworthia reinwardtii f. kaffirdriftensis (G.G.Sm.) M.B.Bayer
  - Haworthia reinwardtii f. olivacea (G.G.Sm.) M.B.Bayer
  - Haworthia reinwardtii f. zebrina (G.G.Sm.) M.B.Bayer
  - Haworthia reinwardtii var. brevicula G.G.Sm.
  - Haworthia reinwardtii var. reinwardtii
- Haworthia scabra Haw. ≡ Haworthiopsis scabra (Haw.) G.D.Rowley
  - Haworthia scabra var. lateganiae (Poelln.) M.B.Bayer
  - Haworthia scabra var. morrisiae (Poelln.) M.B.Bayer
  - Haworthia scabra var. scabra
  - Haworthia scabra var. starkiana (Poelln.) M.B.Bayer
- Haworthia sordida Haw. ≡ Haworthiopsis sordida (Haw.) G.D.Rowley
  - Haworthia sordida var. lavrani C.L.Scott
  - Haworthia sordida var. sordida
- Haworthia tessellata Haw. ≡ Haworthiopsis tessellata (Haw.) Boatwr. & J.C.Manning
- Haworthia venosa (Lam.) Haw. ≡ Haworthiopsis venosa (Lam.) G.D.Rowley
- Haworthia viscosa (L.) Haw. ≡ Haworthiopsis viscosa (L.) G.D.Rowley

Untergattung Robustipedunculares Uitewaal ex M.B.Bayer
- Haworthia kingiana Poelln. ≡ Tulista kingiana (Poelln.) G.D.Rowley
- Haworthia margaritifera (L.) Haw. = Haworthia maxima (Haw.) Duval = Tulista pumila (L.) G.D.Rowley
- Haworthia marginata (Lam.) Stearn ≡ Tulista marginata (Lam.) G.D.Rowley
- Haworthia minima (Aiton) Haw. ≡ Tulista minima (Aiton) Boatwr. & J.C.Manning
  - Haworthia minima var. minima
  - Haworthia minima var. poellnitziana (Uitewaal) M.B.Bayer

In diesem Umfang ist die Gattung jedoch nicht monophyletisch. Für die Arten der Untergattung Hexangulares Uitewaal ex M.B.Bayer wurde 2013 durch Gordon Douglas Rowley die neue Gattung Haworthiopsis G.D.Rowley aufgestellt. Gleichzeitig erkannte er für die Arten der Untergattung Robustipedunculares Uitewaal ex M.B.Bayer die Gattung Tulista Raf. wieder an.

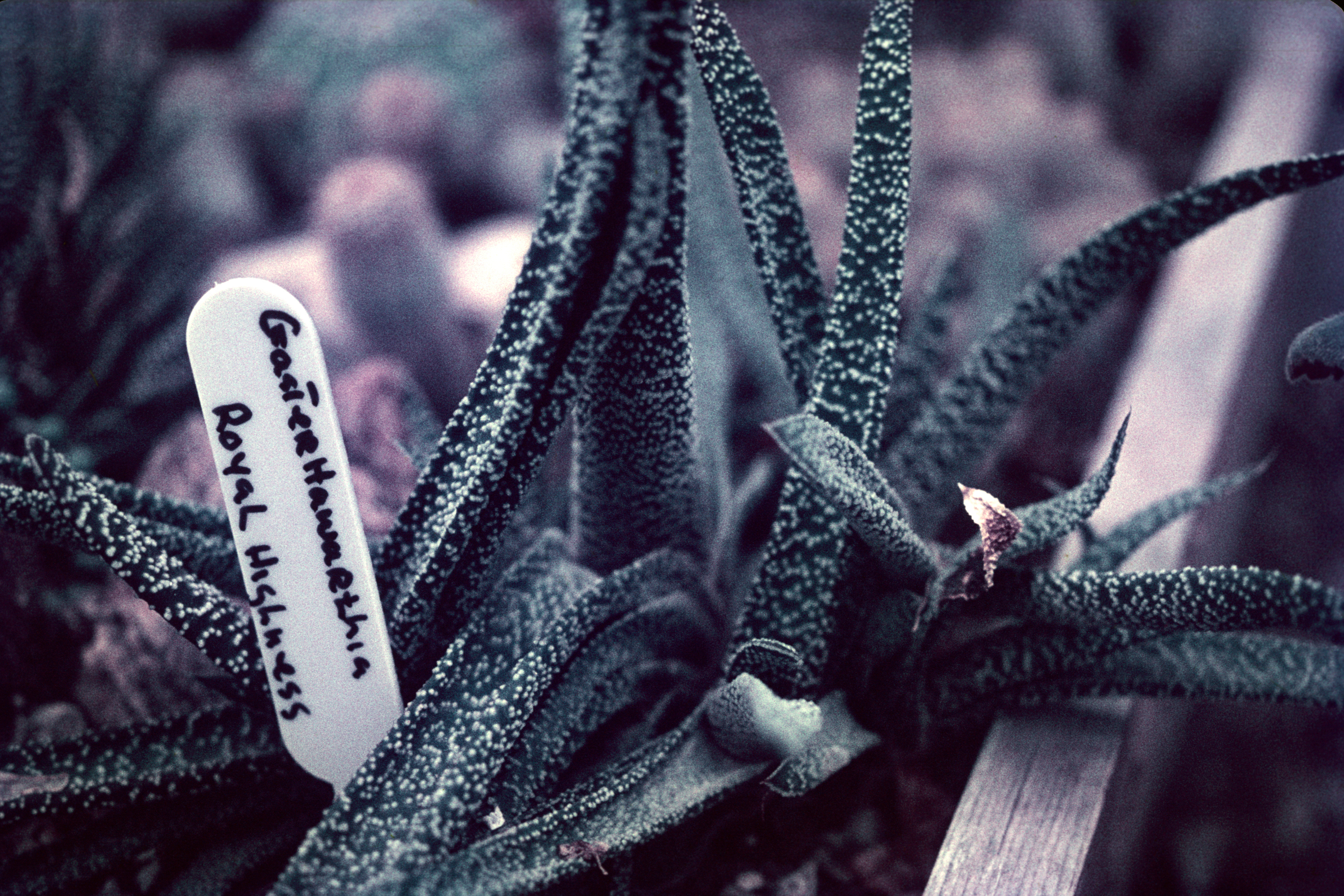
× Gasterhaworthia 'Royal Highness'

### Hybriden
Es sind mehrere Hybriden innerhalb der Gattung und Gattungshybriden mit nahe verwandten Gattungen bekannt; z. B.: Haworthia × mantelii Uitewaal ist eine 1947 beschriebene Gartenhybride von Haworthia truncata und Haworthia cuspidata, deren zweiter Elternteil unzureichend gesichert ist. Weiterhin gibt es Hybriden mit den Gattungen Aloe (× Alworthia), Astroloba (× Astroworthia), mit ×Astroworthia bicarinata (Haw.) G.D.Rowley und Gasteria (× Gasterhaworthia) sowie die Dreifachhybriden ×Bayerara D.M.Cumming (= Aloe × Haworthia × Gasteria), ×Cummingara G.D.Rowley (= Gasteria × Haworthia × Poellnitzia) und ×Maysara D.M.Cumming (= Astroloba × Gasteria × Haworthia).

## Nutzung
Haworthia limifolia besitzt gute antibakterielle Eigenschaften. Die Art wird auf den Märkten von Durban gehandelt. Ein aus den Blättern hergestellter Sud wird von einigen südafrikanischen Stämmen, beispielsweise den Zulu, gegen Magenbeschwerden angewendet.

## Nachweise